# کلیرلیک (کالیفرنیا)
کلیرلیک (به انگلیسی: Clearlake) شهری در شهرستان لیک ایالت کالیفرنیا است که در سرشماری سال ۲۰۱۰ میلادی، ۱۵۲۵۰ نفر جمعیت داشته است.